# 安察卢瓦
安察卢瓦（Antsalova）是马达加斯加西部的一座城镇和公社（kaominina），行政区划上属于安察卢瓦区，2001年统计人口约16,000人。
农耕和家畜养殖分别提供了当地20%和76%的就业机会。重要作物是大米，此外还种植玉米和木薯等。服务业提供1%的就业机会。余下的3%靠渔业为生。